# 2025 par pays en Amérique

## Continent américain
- 25 février : un tremblement de terre de magnitude 5,9 frappe près de la République dominicaine et de Porto Rico sans faire de dégâts[1].

## Petites Antilles
- novembre : élections législatives à Saint-Vincent-et-les-Grenadines.

## Bahamas
- x

## Belize
- 12 mars : élections législatives.

## Bermudes
- 18 février : élections législatives.

## Chili
- 25 février : début d'une panne de courant généralisée.
- 3 août : au moins cinq mineurs sont tués dans l'effondrement de la mine de cuivre souterraine El Teniente, dans le sud du Chili[2].
- 16 novembre : élection présidentielle.

## Colombie
- 19 janvier : plus de 80 personnes sont tuées dans une série d'attaques de l'Armée de libération nationale dans la région de Catatumbo[3].
- 20 janvier : après cinq jours d'affrontements entre l'Armée de libération nationale et du Clan del Golfo dans le nord du pays autour du contrôle de champs de coca, et dans le sud entre deux factions dissidentes des FARC s'opposant sur la question de négocier la paix ou non avec le gouvernement colombien, ayant provoqué plus de 100 morts et 20 000 déplacés dans plusieurs zones de la Colombie, le président Gustavo Petro déclare l'état d'urgence interne, l'état d'urgence économique, et le déploiement de 5 000 soldats dans le Catatumbo (une partie de la frontière avec le Venezuela)[4].
- 30 avril : au moins quinze policiers et douze soldats colombiens sont tués lors d'attaques ciblées menées par le cartel du Clan du Golfe et d'autres groupes armés[5].
- 10 juin : au moins sept personnes sont tuées, dont deux policiers, et 36 autres blessées dans dix-neuf attentats à la bombe et fusillades perpétrés par des dissidents des FARC contre des postes de police, des bâtiments municipaux, et des civils à Cali, dans le Valle del Cauca[6].
- 21 juillet : l'Armée de libération nationale déploie un drone pour attaquer un convoi militaire à Catatumbo, tuant trois soldats, et en blessant huit autres[7].

## Costa Rica
- x

## Cuba
- 7 janvier : l'explosion d'un dépôt de munitions à Melones entraîne la morts de treize militaires des Forces armées cubaines[8].

## République dominicaine
- 8 avril : au moins 231 personnes meurent et plus de 180 sont blessées dans l’effondrement du toit d’une discothèque à Saint-Domingue.

## Équateur
- 9 février : élections législatives et élection présidentielle.
- 13 avril : élection présidentielle (2d tour), Daniel Noboa est réélu.
- 9 mai : onze militaires équatoriens sont tués dans le canton Orellana par une faction dissidente des Forces armées révolutionnaires de Colombie[9].
- 10 août : au moins 8 personnes sont tuées, et 3 autres sont blessées, lors d'une fusillade dans une boîte de nuit du canton de Santa Lucía (province du Guayas)[10].

## Groenland
- 11 mars : élections législatives au Groenland.

## Guatemala
- x

## Guyana
- 1er septembre : élections générales (en).

## Haïti
- x

## Honduras
- 17 mars : un avion British Aerospace Jetstream 32 de Aerolínea Lanhsa (en) transportant dix-huit personnes fait une sortie de piste au décollage de l'aéroport de Roatán avant de s’abîmer en mer des Caraïbes[11]. Au moins douze personnes sont mortes dont le musicien Aurelio Martínez[12].
- 30 novembre : élections générales.

## Jamaïque
- 3 septembre : élections législatives.

## Mexique
- x

## Nicaragua
- 30 janvier : le Parlement approuve la réforme constitutionnelle de 2024.

## Paraguay
- x

## Pérou
- x

## Porto Rico
- 30 juillet : la gouverneure Jenniffer González déclare l'état d'urgence, et active la Garde nationale, après que des milliers de foyers se sont retrouvés sans eau[13].
- 1er août : un adolescent est tué et cinq autres personnes sont blessées, dont deux grièvement, lors d'une fusillade dans une discothèque à Mayagüez[14].

## Saint-Pierre-et-Miquelon
- x

## Salvador
- x

## Suriname
- 25 mai : élections législatives.
- 6 juillet : élection présidentielle, Jennifer Geerlings-Simons est élue.

## Trinité-et-Tobago
- 16 mars : Keith Rowley démissionne de son poste de Premier ministre de Trinité-et-Tobago après neuf ans de mandat, à l'approche des élections générales de 2025[15],[16].
- 17 mars : Stuart Young devient Premier ministre après la démission de Keith Rowley[17].
- 28 avril : élections législatives.

## Uruguay
- x

## Venezuela
- 2 janvier : le gouvernement vénézuélien de Nicolás Maduro, offre une récompense de 100 000 dollars pour la capture de l'opposant Edmundo González Urrutia[18].
- 10 janvier : le président de la République Nicolás Maduro est investi pour un troisième mandat malgré les contestations pour soupçon de fraude électorale[19].
- 25 mai : élections législatives.
- 30 juillet :  un avion de transport léger Cessna C-208B de l'Aviation nationale du Venezuela transportant des amérindiens Yanomami s'écrase à 14 km de l’aéroport de Puerto Ayacucho dans l'État d'Amazonas (Venezuela). Sept des dix personnes à bord sont mortes[20].